# Pyknometr

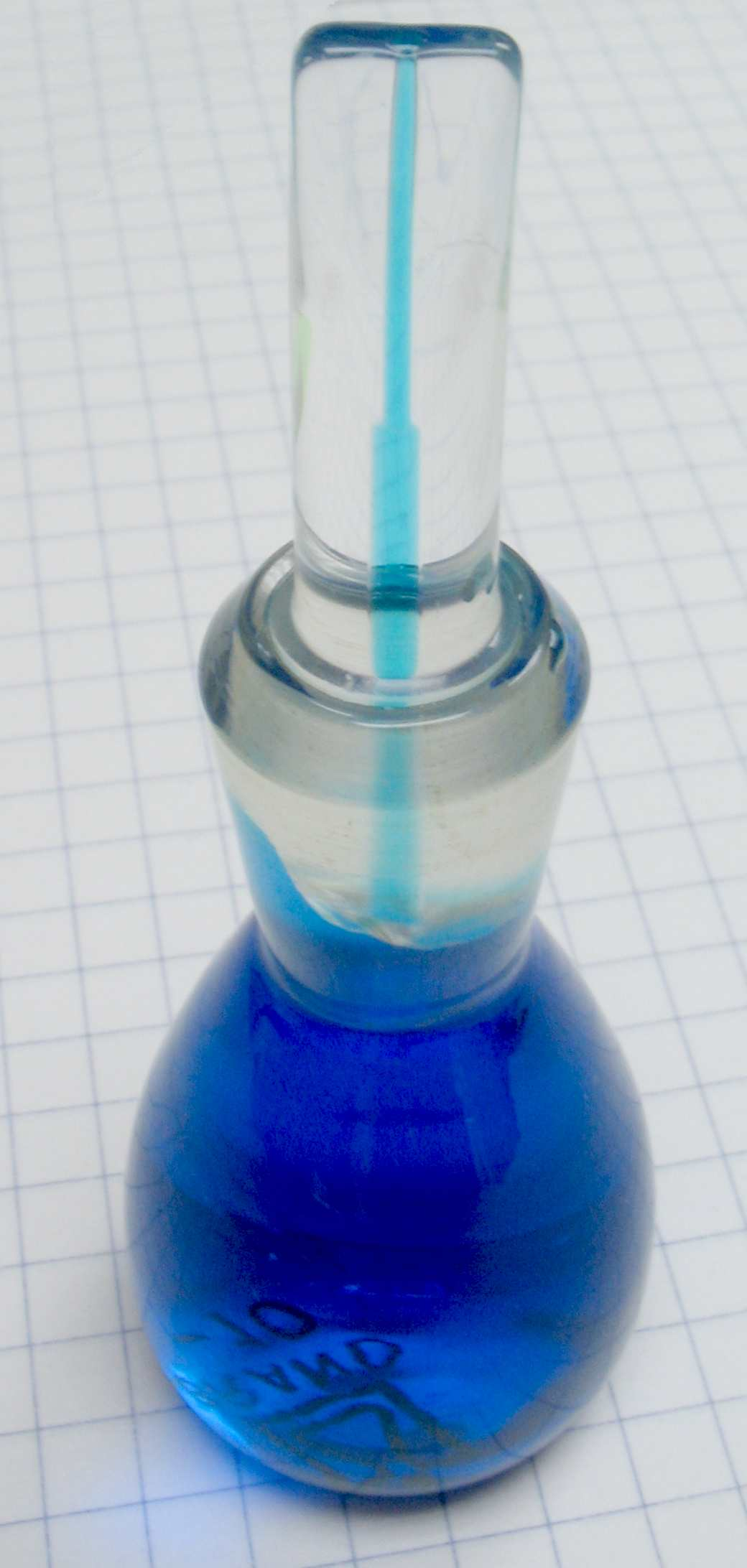
Pyknometr s měřenou tekutinou

Pyknometr je nádobka určená ke stanovování hustoty kapalin, případně tuhých nenasákavých tělísek. Je založený na tom, že při úplném naplnění a uzavření zábrusovou zátkou s kapilárou pojme vždy stejný, snadno reprodukovatelný objem kapaliny. Hustota kapaliny se pak určuje z její hmotnosti a objemu.
Přesná reprodukovatelnost objemu kapaliny je dána tím, že kapilára v zátce pyknometru je velmi úzká ve srovnání s hrdlem odměrné baňky a tím, že do odměrné baňky se kapalina doplňuje po rysku, takže přesnost výsledku velmi závisí na zručnosti a trpělivosti experimentátora, ale tento problém u pyknometru není. Pyknometr se plní nadbytečným množstvím kapaliny a její přebytek z něj po uzavření prostě vyteče.

## Obrázky

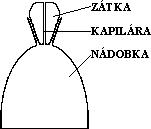
Schematický nákres pyknometru s popisem
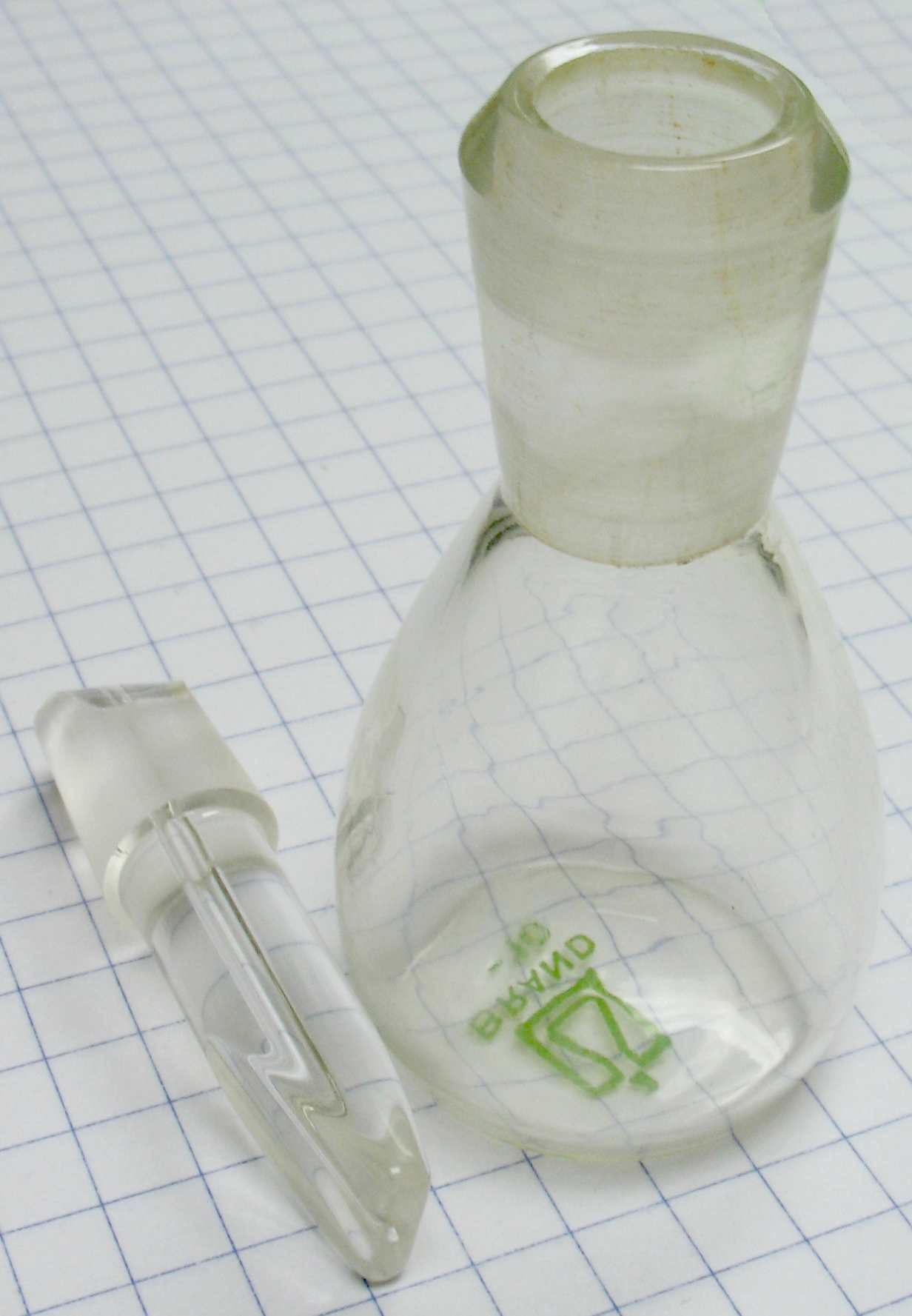
Prázdný pyknometr
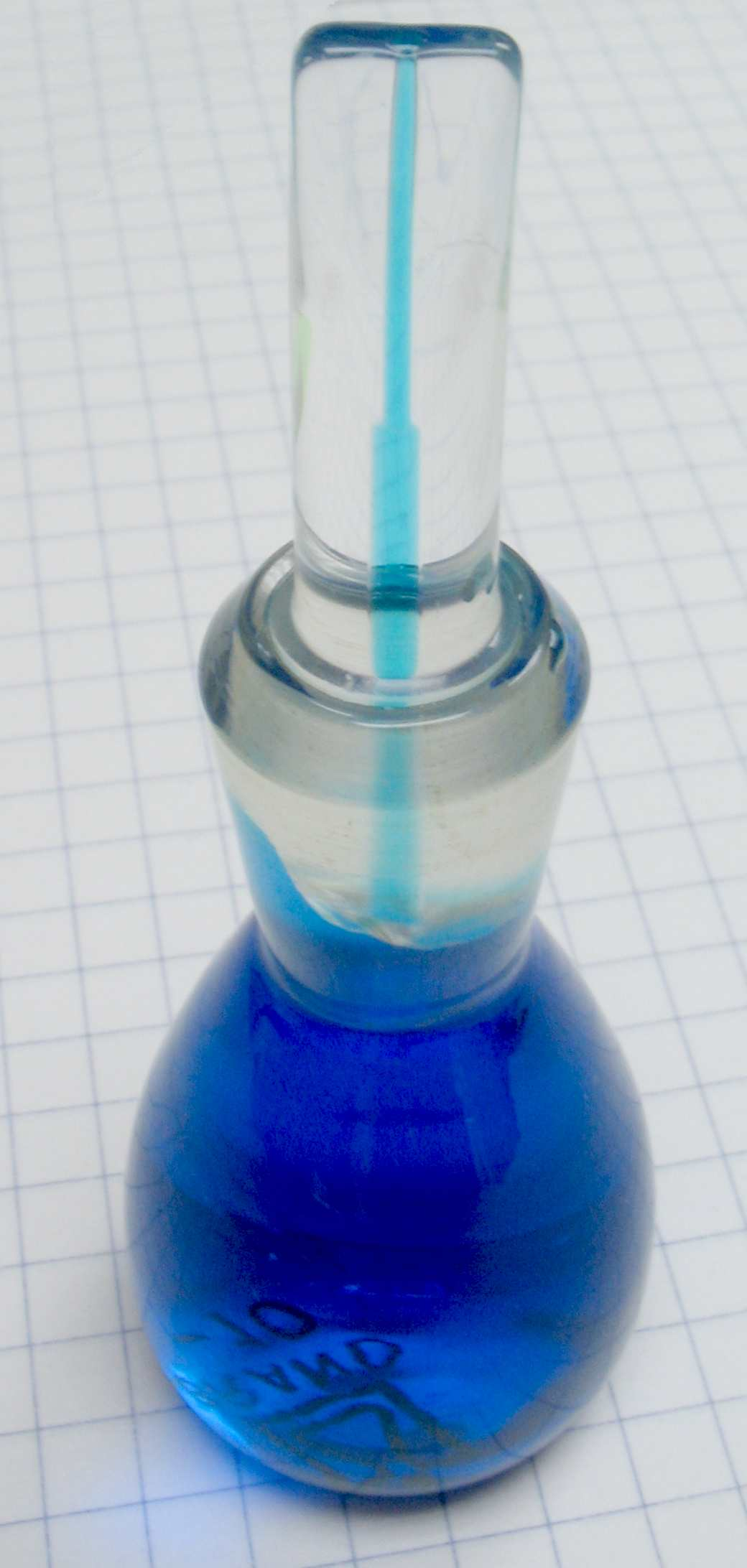
Plný pyknometr, je vidět kapilára, kterou odtekla přebytečná tekutina